# ヒルデガルト・ベーレンス

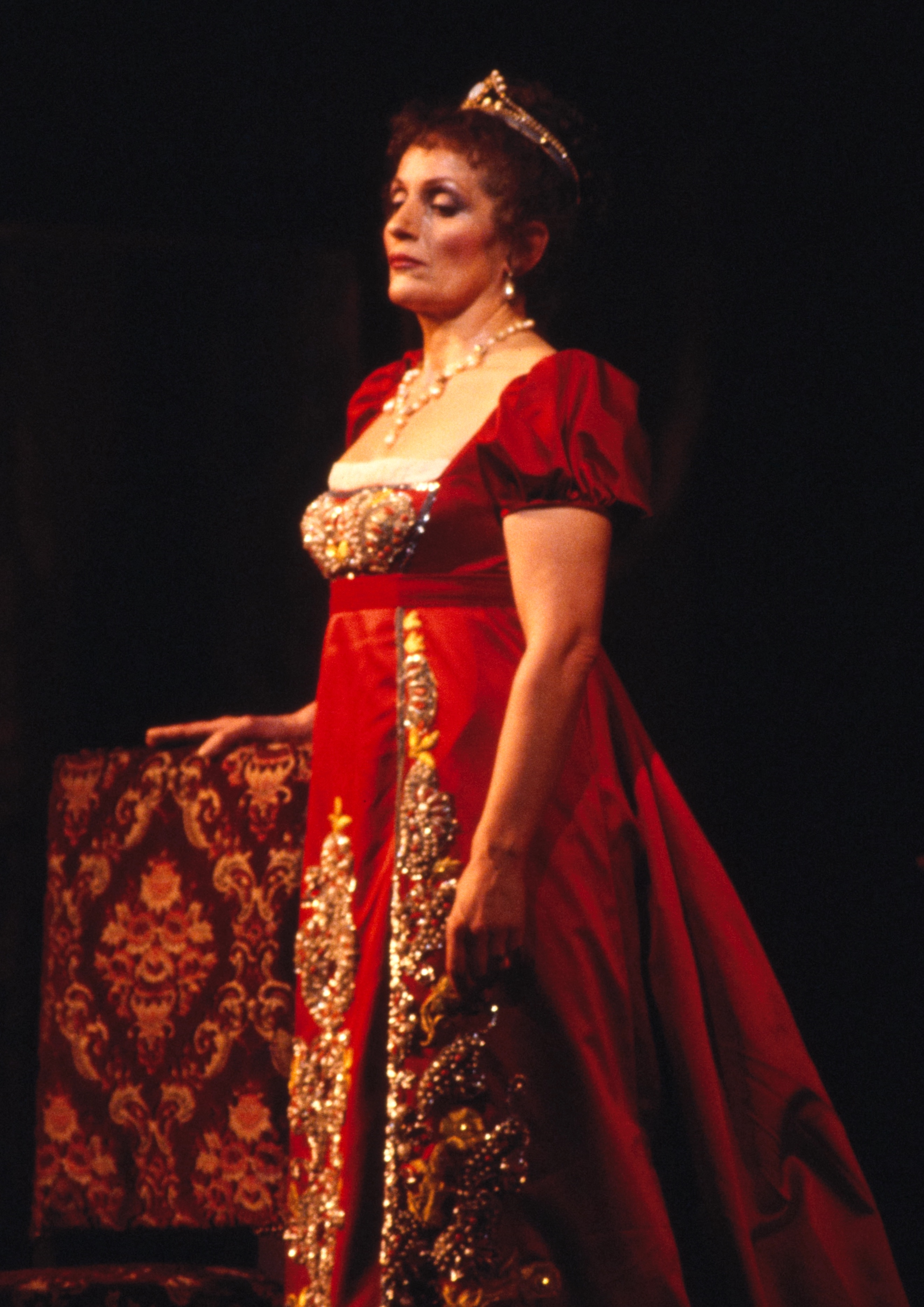
『トスカ』の舞台 (1985年)

ヒルデガルト・ベーレンス（Hildegard Behrens, 1937年2月9日 - 2009年8月18日）は、ドイツのソプラノ歌手。

## 経歴
オルデンブルクの医師の家庭に生れる。当初はフライブルク大学にて法学を学び、税理士の国家資格を有するとも言われる。その後、フライブルク音楽大学に学び、1971年卒業。
同年デュッセルドルフのライン・ドイツ・オペラと契約し、幅広いレパートリーを持つようになる。ヘルベルト・フォン・カラヤンによって見出され、1977年ザルツブルク音楽祭の「サロメ」で国際的にセンセーショナルなデビューを飾ることで、メジャーへの糸口をつかんだ。
1980年ミュンヘン・オペラ・フェスティバルに出演。新演出「トリスタンとイゾルデ」にて『80年代の新しいイゾルデ』との評価を得た。
1983年バイロイト音楽祭の新演出「ニーベルングの指環」でゲオルク・ショルティ指揮の下、ブリュンヒルデ役を初めて演じ絶賛され、世界各地の歌劇場で同役を演じるようになる。また、パリでR・シュトラウス「エレクトラ」を小澤征爾と共演し、世界各地で同役を演じ最高のドイツ・ドラマティック・ソプラノとしての名声を確立した。他にも現代の作曲家による歌劇にも積極的に出演した。声のみならず容姿や演技にすぐれていた点についても、二種類の「指輪」をはじめ多くの映像が残されている。
2009年8月、草津国際音楽アカデミー&フェスティバルに出演する為に来日していたが、8月17日から体調不良を訴え東京都港区の病院に入院していた処、8月18日に動脈瘤破裂などにより死去。72歳没。

## レパートリー
幅広いレパートリーで知られ、モーツァルトやウェーバー、ロッシーニの歌劇のほか、ベルリオーズやラヴェルの管弦楽伴奏つき歌曲なども得意とするが、一般には豊かな声量と安定した歌唱力によって、ワーグナーやR・シュトラウス、ベルクの楽劇で有名。中でも、ブリュンヒルデやイゾルデ、エレクトラが当たり役である。

## 特徴
作品の知的な解釈とドラマティックな表現を特長とし、現代音楽の上演にも積極的に取り組んだ。高音の伸びと美しさには定評があった。音楽評論家の吉田秀和は、バーンスタイン指揮バイエルン放送交響楽団との共演による「トリスタンとイゾルデ」のレコードを評して、「…この歌を耳にして、その美しさにきき惚れない人は、あまり、いないだろう。ヒルデガルト・ベーレンスというソプラノだが、私はまだ知らない人である。…なるほど、美声である。上のほうなども、ちっとも苦しそうでなく、むしろ、上にゆくほど快く、澄んで響いてくる。」と賞讃している。さらに吉田は、1996年のザルツブルク音楽祭における「エレクトラ」（ロリン・マゼール指揮ウィーン・フィル、浅利慶太演出）の実演に接して、「ベーレンスの声の美しさ、充実、歌唱の密度の濃さ、それでもって劇的緊張を強く大きく造型してゆく能力の高さ。これは定評の通りであり、それ以上であった。」と述べている（吉田秀和著『オペラ・ノート』；白水社）。男性歌手は器楽奏者や音楽以外の職業から転じた例が少なくないが、女性歌手としてはやや異例で、しかもかなり遅いデビューだった。

## 代表的な録音
- ヘルベルト・フォン・カラヤン&ウィーン・フィルハーモニー管弦楽団　「サロメ」（サロメ）（EMI）
- 小澤征爾&ボストン交響楽団　「エレクトラ」（エレクトラ）（Philips）
- レナード・バーンスタイン&バイエルン放送交響楽団　「トリスタンとイゾルデ」（イゾルデ）（Philips）
- ヴォルフガング・サヴァリッシュ&バイエルン国立歌劇場管弦楽団　「ニーベルングの指環」（ブリュンヒルデ）（EMI）
- クラウディオ・アバド&ウィーン・フィルハーモニー管弦楽団 ｢ヴォツェック｣ (マリー) (grammophon)

特にDECCAのスタッフが録音した「サロメ」（EMI）は、録音の鮮明さ、カラヤンの指揮の素晴らしさもあって評価が高い。

## 脚註
1. ↑  H.ベーレンスさん死去 産経新聞 2009年8月18日閲覧
2. ↑  訃報：Obituary Archived 2011年7月23日, at the Wayback Machine.草津夏期国際音楽アカデミー＆フェスティバル公式サイト

　3  ^ H・ベーレンス死去 音楽の友 2009年10月号（ p.202）